# 劳动和自由联盟
劳动和自由联盟（土耳其語：Emek ve Özgürlük İttifakı）是土耳其的一个左翼选举联盟。该联盟成立于2022年8月25日，由人民平等与民主党、人民民主党、土耳其工人党、民主地区党、劳动党、劳动主义运动党、社会自由党和社会主义会议联合会组成。该联盟的政治立场是左翼至极左翼。该联盟的意识形态是进步主义、左翼民粹主义、反资本主义、少数人权利。